# کارولین ابه
کارولین ابه (انگلیسی: Caroline Abbé؛ زادهٔ ۱۳ ژانویهٔ ۱۹۸۸) بازیکن فوتبال اهل سوئیس است.
از باشگاه‌هایی که در آن بازی کرده‌است می‌توان به باشگاه فوتبال زنان بایرن مونیخ و باشگاه فوتبال زنان فرایبورگ اشاره کرد.
وی همچنین در تیم‌های ملی فوتبال زنان سوئیس، و زنان سوئیس، بازی کرده‌است.